# S/2004 S 36
S/2004 S 36 — природний супутник Сатурна. Відкритий Скоттом Шеппардом, Девідом Джуїттом та Дженом Кліна 8 жовтня 2019 року після спостережень, проведених у період з 12 грудня 2004 року по 1 лютого 2006 року.
Діаметр S/2004 S 36 — близько 3 км, велика піввісь — 23 698 700 км, орбітальний період — 1354,2 земної доби, обертається навколо Сатурна з прямим напрямком під нахилом 147,6° до площини екліптики, ексцентриситет орбіти — 0,667 .